# Martin Müller
Martin Müller (sinh ngày 6 tháng 11 năm 1970) là một cầu thủ bóng đá người Séc.

## Sự nghiệp câu lạc bộ
Martin Müller đã từng chơi cho Vissel Kobe.

## Thống kê câu lạc bộ

### J.League
| Đội         | Năm       | J.League | J.League | J.League Cup | J.League Cup | Tổng cộng | Tổng cộng |
| Đội         | Năm       | Trận     | Bàn      | Trận         | Bàn          | Trận      | Bàn       |
| ----------- | --------- | -------- | -------- | ------------ | ------------ | --------- | --------- |
| Vissel Kobe | 2005      | 12       | 0        | 0            | 0            | 12        | 0         |
| Tổng cộng   | Tổng cộng | 12       | 0        | 0            | 0            | 12        | 0         |